# Mankumpi (Wahlkreis)
Mankumpi ist ein Wahlkreis in der Region Kavango-West im Nordosten Namibias. Er hat 6910 Einwohner (Stand 2023) auf einer Fläche von 2339 km². Wahlkreissitz ist die Ansiedlung Satotwa.

## Wahlen
| Wahl | Name       | Partei | Stimmenanteil |
| ---- | ---------- | ------ | ------------- |
| 2015 | Lukas Muha | SWAPO  | 95,3 %        |
| 2020 | Lukas Muha | SWAPO  | 100,0 %       |